# 沃加河畔塞維爾
沃加河畔塞維爾（葡萄牙語：Sever do Vouga），是葡萄牙的城鎮，位於該國中北部，由阿威羅區負責管轄，始建於1514年4月29日，面積129.88平方公里，2011年人口12,356，人口密度每平方公里95.13人。
40°44′N 8°22′W / 40.733°N 8.367°W